# Szabolcs Ottó
Szabolcs Ottó (Túrkeve, 1927. június 29. – Budapest, 2013. december 11.) történész, pedagógus.

## Életpályája
1927-ben született Szabolcs Árpád, Lőwinger Irén gyermekeként. 18 éves korában nem a túlélés képességéről kellett volna bizonyosságot adnia, hanem az iskolai munkáját megkoronázó érettségire kellett volna készülnie. Dacolva a 20. század erőivel, mindkét vizsgát sikerrel állta és Sztálin halálának évében már le is zárta történelem szakos egyetemi tanulmányait (az ELTE BTK, történelem szakán végezte 1949 és 1953 között). A tehetségesnek gondolt pályakezdők akkori tipikus lehetőségét is megkapja: aspiráns az MTA Történettudományi Intézetében és 1961-ben már kandidátusi disszertációját védi. Magánélete és pályája gyorsan ível: 1959-ben nősül, első gyermeke 1960-ban születik, 1962-től szakmai intézményt építhet az Országos Pedagógiai Intézetben, rendszeresen publikál, elsősorban az 1920-as évek magyar értelmiségi-alkalmazotti társadalmáról, de Unger Mátyás társszerzőjeként ő írhatja az 1965-ben megjelent, sok évig igen széles körben használt magyar történeti szintézist is. Az 1960-as évtized végére a történelem oktatás módszertanának (egy nagy csapat vezető tagjaként) elismert szakértője, a vonatkozó szakfolyóirat szerkesztője, tantervi reformok kezdeményezője, szakmai konferenciák és tanári továbbképzések fáradhatatlan szervezője. Lendülete nem független attól a szellemi és politikai légkörtől, ami a kádári amnesztia és az új gazdasági mechanizmus bevezetése közötti időszakban formálódik.
A történelem tanításban próbálta érvényesíteni azt a realitásokhoz közelíteni próbáló, bár sok-sok régi kolonccal terhelt politikát, amit számos nemzedéktársa az élet más területein épített. Igen vékony jégen járt. Szakterülete történetszemléleti és oktatáspolitikai viták metszéspontjában állt, s ő igen aktívan vett részt mindkét terület elvi vitáiban és gyakorlati konfliktusaiban. Bázisa az Országos Pedagógiai Intézetet követően (itt 1984-ig dolgozik) az ELTE Bölcsészettudományi Kara és a Magyar Történelmi Társulat, ahol 1975-től 1985-ig főtitkár, 1986-tól 1999-ig alelnök, 1992-től pedig a vezetése alatt a történelem tanárok leghatékonyabban működő szervezetévé fejlődött intézmény, a Társulat Tanári Tagozata vezetője. A 21. század első évtizedének vége felé érezte erejének gyengülését és fokozatosan visszalépett az aktív munkától.
Elsőként foglalkozott a Horthy korszak tisztviselőrétegével, a dogmatikusan értelmezett osztálystruktúra helyett széles körű forrásbázis alapján elemezte a Trianon után rendkívüli mértékben felduzzadó tisztviselő réteg (családtagokkal együtt a lakosság közel 10 százaléka) összetételét, mobilitási mutatóit, politikai törekvéseit, mentalitását. Vonatkozó kutatásait időben és az értelmiség más rétegeire is kiterjedően az 1990-es évek közepéig folytatta. Andrew C. Janos 1982-ben megjelent, a témakörben mérvadónak tekintett könyvét (The Politics of Backwardness, 1825-1945. Princeton University Press) jóval megelőzően elemezte az állami bürokrácia szerepét a bethleni konszolidációban, de kutatói figyelme kiterjedt a magántisztviselői rétegekre is. Munkássága része annak a Berend T. Iván, Ránki György, Ádám Magda, Gunst Péter, Juhász Gyula, L. Nagy Zsuzsa, Ormos Mária, Sipos Péter és jó néhány más, e generációhoz tartozó kolléga nevével fémjelezhető erőfeszítésnek, amely elsőként tett kísérletet a Horthy korszak ideológiai előfeltevésektől nem mentes, de tudományos alaposságú kutatására, keresvén mind a konszolidációs mind a válság időszakok mélyebb gyökereit és nemzetközi kontextusát.
Legjelentősebb azonban a történeti közgondolkodás soktényezős összefüggésrendszerében értelmezendő tevékenysége a magyarországi történelemoktatás elveinek és gyakorlatának formálásában. Arra figyelmeztetett, hogy nem pusztán az anyag megtanítását, hanem a mindenhonnan szerzett információk rendszerezését kell a történelem tanítás középpontjába állítani. Próféták és agitátorok kijelentéseinek ismételgetése helyett a kritikus rendszerezéshez ad segítséget a modern társadalom tudományok eredményeinek, módszereinek integrálása a történelem oktatásába. Ezt a célt s a magyar történelem mindenkori egyetemes történelmi összefüggésekbe helyezését, az információs robbanás következményeinek mérlegelését, a modern technikai eszközök használatának sürgetését, egy szóval az élményszerűség minél teljesebb körű kibontakoztatását szolgálta életműve legnagyobb része.

## Róla
Pók Attila nekrológjában így ír róla: „Szabolcs Ottó egy olyan generáció tagja, amely az 1950-es 60-s évek fordulójától kezdve mélyre fúró forrásfeltárásokkal, részmonográfiákkal és szintézisekkel, érdekfeszítően megírt népszerűsítő művekkel gondolkoztatta el a szakmai közösséget, a gondolkodni akaró és képes közvéleményt haza és haladás viszonyáról. Számukra sokkal világosabban látszott, hogy merre van előre, mint a későbbi nemzedékekhez tartozó kollégáknak. Irigylésre méltó magabiztossággal tervezett és építkezett Szabolcs Ottó, szenvedélyes tenni akarása, a keskeny ösvények és széles utak párhuzamos használata, az egyszerre kritikus és konstruktív szemléletmód és napi gyakorlat sikeres megvalósítása szakmán innen és túl egy egyre ritkább, de annál értékesebb közéleti értelmiségi magatartás modell inspiráló példája.”

## Címek, fokozatok, kitüntetések
- A történettudomány kandidátusa (1961)
- Molnár Erik-érem (1986)
- a Magyar Történelmi Társulat emlékérme (1992)
- Trefort Ágoston-díj (2008)

## Főbb művei
- Pedagógusok a két világháború között (Balogh Sándorral, 1963)
- Munka nélküli diplomások a Horthy-rendszerben (1964)
- Köztisztviselők az ellenforradalmi rendszer társadalmi bázisában (1965)
- Magyarország története (Unger Mátyással, 1965)
- Forrásszemelvények a magyar hazafias és honvédő hagyományok történetéből (szerkesztő, 1970)
- Forrásszemelvények a magyar társadalom életéből 1848–1944 (szerkesztő, 1973)
- Olvasókönyv a magyar történelem tanításához (1982)
- Játékos történelmi önképző (Zsoldosné Olay Ágnessel, 1990)
- Ki kicsoda a történelemben? (szerk., társszerző, 1990)
- Külföldi tankönyvek magyarságképe (1991)
- Történelemtanítás Németországban (1992)
- Értelmiségiek, tisztviselők a polgári Magyarországon (1994)
- Barangolás Budapesten (Koncz Erzsébettel, 1995)
- A nürnbergi per (1995)
- Történelempedagógiai írások I–II. (1999–2001),
- Nagy történelmi tesztkönyv (1999),
- Rajzos vázlatok a történelem tanításához (Veresegyházi Bélával, 1999)
- Nagy magyarok élete (szerkesztő, 2000)
- Ezeréves Magyarország (2000)
- Íróasztal és katedra (2005)
- Történelem tantárgy-pedagógiai olvasókönyv. Dokumentumok a történelemtanítás történetének és módszertanának tanulmányozásához; összeállította, magyarázatokkal ellátta: Szabolcs Ottó, Katona András; Nemzeti Tankönyvkiadó, Budapest, 2006
- 1956 az oktatásban; s.n., Bp., 2006
- Nappalok és éjszakák. Tizenegy esszé a holokausztról; ELTE BTK–MTT Tanári Tagozat, Budapest, 2007 (A történelemtanári továbbképzés kiskönyvtára)
- Who's who. Ki kicsoda a világtörténelemben?; szerkesztő:. Szabolcs Ottó és Závodszky Géza; bővített, átdolgozott kiadás; Anno, Bp., 2007
- A Rubicon partjainál. Esszék; ELTE BTK–MTT Tanári Tagozat, Budapest, 2008 (A történelemtanári továbbképzés kiskönyvtára)
- Bánhegyi Ferenc–Ősz Gábor–Szabolcs Ottó: Ezeréves Magyarország. Képek az ezeréves Magyarország történetéből; Apáczai, Celldömölk, 2007
- továbbá 950 cikk, tanulmány